# 洪山寺水库
洪山寺水库是中国湖北省荆门市钟祥市境内的一座水库，位于汉江支流丰乐河上，建于1978年。水库正常库容为735万立方米，集雨面积为20.25平方千米，海拔为63.05米。